# Варшавская цыганерия
«Варшавская цыганерия» (польск. Cyganeria warszawska) — группа молодых польских литераторов начала 1840-х годов, объединенных общим настроением протеста и сходной идейно-эстетической программой.

## Деятельность группы

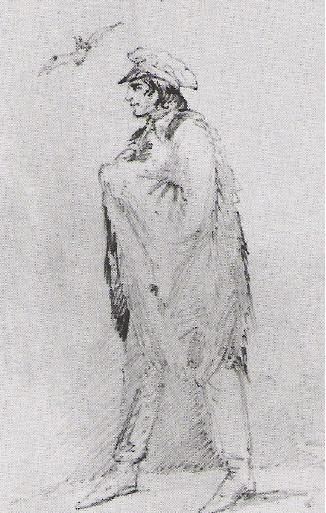
Портрет Романа Зморского авторства Циприана Камиля Норвида.

Группа сложилась в 1839 году в Варшаве. Дебютировала в «Przegld Warszawski» и «Pismiennictwie Krajowym». Организаторы группы — поэт Северин Филлеборн и прозаик Юзеф Богдан Дзеконьский. Участники: Северин Зенон Серпинский, Роман Зморский, Александр Неверовский, Теофил Ленартович, Ян Майоркевич, Антон Чайковский, Влодзимеж Вольский, Нарциза Жмиховская, Ричард Бервинский, Киприян и Людвик Норвиды, Юзеф Богуцкий и другие.
С 1841 года группа года выпускала собственные журналы — «Nadwiślanin» («Надвислянин», 1841—1842), «Jaskulka» («Ласточка», 1843), — редактируемые Романом Зморским. Издания оплачивал Эдвард Дембовский.
Термин «В. ц.» введен позже Александром Неверовским в цикле статей «Wspomnienie o Cyganerii Warszawskiej» в газете «Курьер Варшавский» (1864).
Объявив себя «врагами салонов», литераторы, отрастив длинные волосы и приклеив бороды, бродили в поношенной одежде по польской провинции, записывая народные песни, обычаи, считая их истинной поэзией. В их произведениях часто присутствовал мрачный романтизм: ветры, тёмные облака, гром, молнии, воющие собаки, привидения, кладбища, дикая местность.
В то время стали популярными поэмы В. Вольского «Отец Гилярий» (1843) и «Галька» (написана в 1845, но не опубликована по цензурным условиям), положенная в основу либретто оперы Станислава Монюшко. В обеих поэмах — трагическая история любви крестьянской девушки и пана. К этому времени относится и фантастическая поэма Р. Зморского «Lesław».
Некоторые участники группы были связаны с польскими тайными патриотическими организациями.